# Oppressor
Oppressor war eine Technical-Death-Metal-Band aus Chicago, Illinois, die im Jahre 1991 gegründet wurde und sich 1999 wieder trennte. Sie veröffentlichten drei Alben. Drei der Bandmitglieder gründeten die Alternative-Metal-Band SOiL.

## Geschichte
Oppressor wurde im Mai 1991 von Tim King und Adam Zadel gegründet. Einen Monat später stießen ein weiterer Gitarrist, Jim Stopper, und Schlagzeuger Tom Schofield der Band hinzu. Sie nahmen die erste Demo World Abomination im selben Jahr auf. Die zweite Demo As Blood Flows, die 1992 aufgenommen wurde, brachte der Band einen Vertrag bei dem Label Red Light Records ein, bei dem sie ihr Debütalbum Solstice of Oppression 1994 veröffentlichten. Kurz nach der Veröffentlichung des Albums, erlitt Red Light jedoch einen Bankrott und die Band war gezwungen, ein anderes Label zu finden. In der Zwischenzeit veröffentlichte die Band das Kompilationsalbum Oppression Live/As Blood Flows bei Megalithic Records. Jedoch ging auch Megalithic kurze Zeit später bankrott, obwohl es erst seit ein paar Monaten bestand. Letztlich unterschrieb die Band einen Vertrag bei Olympic Recordings und veröffentlichte das nächste Album Agony im Jahre 1996. Im Jahre zuvor hatten Jim Stopper, Shaun Glass (Gitarrist bei Broken Hope) und Ryan McCombs die Alternative-Metal-Band SOiL gegründet, die eigentlich nur als Nebenprojekt gedacht war. 1998 veröffentlichten Oppressor ihr letztes Album, das den Namen Elements of Corrosion trug. Die Band trennte sich im Jahre 1999, da das Nebenprojekt SOiL begann, erfolgreicher zu werden als Oppressor.

## Stil
Der Stil, den Oppressor spielte, wurde später als Technical Death Metal bekannt. Klanglich ist der Stil mit Bands wie Morbid Angel und Gorguts zu vergleichen. Thematisch handeln ihre Lieder von Tod, Leiden und moralischer Verdorbenheit.

## Diskografie
- 1991: World Abomination (Demo)
- 1992: As Blood Flows (Demo)
- 1994: Oppressor (EP)
- 1994: Solstice of Oppression (Album, Red Light)
- 1995: Oppression Live / As Blood Flows (Kompilation, Megalithic)
- 1996: Agony (Album, Olympic)
- 1998: Elements of Corrosion (Album, Olympic)
- 2009: The Solstice of Agony and Corrosion (Best-of/Kompilation, Mortal Music)